# 水野しず
水野 しず（みずの しず、1988年12月19日 - ）は、日本のアイドル、イラストレーター、漫画家、モデル。

## 経歴
岐阜県多治見市出身。父親は酒造メーカー『三千盛』（みちさかり）の代表取締役社長を務める水野鉄治。3人きょうだいの2番目で、姉と弟がいる。
中学・高校は名古屋市の中高一貫校に進学したが、東京に出る志望があり、武蔵野美術大学映像科に入学。アニメーション制作や演劇を手がけるが、「大学の枠でアートをやる」ことを苦しいと感じて退学した。
友人である文月悠光がミスiDにエントリー後にツイッターが炎上したのを見て、（「炎上しているところが好き」という意識から）自らもエントリーすることを決める。グランプリを獲得したことで「自分に対する扱いが少し変わって、生きやすく」なったが、獲得自体は「なにか特別な感情が沸き上がってくるということはありませんでした」とインタビューで述べている。
「自分の欲望にしたがって生きている」「職業をひとつ選ばないのも、やりたいことを全部やりたいから」と語っており、「事務所に入るのか」という質問にも「答えようがない」と応じている。
2016年7月、同じミスiD出身の人物、中村インディアとパフォーマンスアートチーム「カリスマサイド」を結成。

## 人物
目指すものは「感じのいい人」。名刺の裏に「気さく」と書かれた自画像を載せている（ただし導火線に火のついたダイナマイトも持っている）。
岐阜出身であるが、なまりはほとんどなく逆に抑揚が薄い。水野によると周囲とコミュニケーションをとらず、幼少時からラジオで株価情報を聴き耳が標準語だったためとしている。

## 出演

### テレビ
- 吉田豪とハミダシ女（2016年4月6日 / TOKYO MX TV）
- BOOKSTAND.TV 朗読女子（2016年4月22日, 5月6日 / BS12 トゥエルビ）
- 熱中女子（2016年9月22日 / フジテレビ系列）
- 真夜中のおバカ騒ぎ!（2016年10月9日-10月30日 / TOKYO MX TV）
- 今夜くらべてみました（2017年2月28日 / 日本テレビ系列）
- おしゃべりオジサンと怒れる女（2017年4月29日, 10月7日 /  テレビ東京系列） - 10月7日はカリスマサイドとして出演
- ザ・ディレクソン（2020年3月7日 / NHK BS1）

### ウェブ配信
- 水野ラジオ（2013年8月7日- / YouTube）
- Cheer Up バラエティ！しずる館（2015年1月22日- / チャンネル北参道）
- 3MC1Porsche（2016年1月11日[11][12] - 3月10日 / lute）
- ABEMA Prime（2016年8月1日、9月5日、2021年2月12日、10月23日、ABEMA）コメンテーター
- あまから秘宝館（2018年8月30日 / AGARUTV）
- 猫舌SHOWROOM「豪の部屋」（2019年4月2日、2023年4月18日、2024年6月5日 / SHOWROOM）
- ゆっきゅんと絵恋ちゃんのやってこれなんです（2020年1月6日-1月27日 / YouTube）

### ミュージックビデオ
- folklore kitchen「ひらく」（2014年）
- 大森靖子「イミテーションガール」（2014年）
- DUB-Russell「BOSOZOKU」（2015年）
- 大森靖子&THEピンクトカレフ「hayatochiri」（2015年）
- LADY BABY「ニッポン饅頭」（2015年）
- 水野しず「みな住む」（2015年）
- 赤色のグリッター「愛のジレンマ」 （2017年）[13]

### 映画
- 劇場版 女子の事件は大抵、トイレで起こるのだ。（2015年8月22日公開）劇中イラスト
- 少女椿（2016年5月21日公開）出演

## 連載
雑誌
- +DESIGNING（マイナビ）
- TRASH-UP!!

その他
- 中2イズム「水野しずの生きるしかない」（2015年2月～）

## 書籍
- 『きんげんだもの』（2021年3月24日、幻冬舎、ISBN 978-4-34403-751-9）
- 『親切人間論』（2023年4月1日、講談社、ISBN 978-4-06-531376-3）
- 『正直個性論』（2024年5月27日、左右社、ISBN 978-4-86528-412-6）
- 『抜け出しても抜け出しても変なパーティー』（2024年10月31日、左右社、ISBN 978-4-86528-441-6）